# Hietalahti (Vaasa)
Pour les articles homonymes, voir Hietalahti.
Hietalahti est un quartier central de Vaasa en Finlande.
Il fait partie du district de Keskusta.

## Présentation
Hietalahti est le bord sud et sud-est du vieux centre-ville, à environ un kilomètre du centre de Vaasa.
La première maison a été construite à Hietalahti dans les années 1920. 
Hietalahti est l'un des quartiers résidentiels les plus prestigieux de Vaasa en raison de ses beaux bâtiments et de son atmosphère paisible.

## Lieux et bâtiments
- Hôpital central de Vaasa, Karl Viktor Reinius, 1902[2]

- Hôpital-S, Carl Schoultz, 1925, Ingvald Serenius, Niilo Kostiainen, Eeli Marttunen[2]

- Piscine de Vaasa, Olli Saijonmaa et Eija Saijonmaa 1961, Kari Kyyhkynen 1983[3]

- Musée de plein air Brage[4]

- Parc Pärnu, villa d'Hietalahti[4]

- Zone de vieilles maisons individuelles dans l'ilot limité par Asemakatu, Hietalahdenkatu et Malmönkatu, Carl Schoultz[2]

- Ilot urbain Sato, Malmönkatu, Viljo Revell 1946–1956[3],[5]

- École d'Hietalahti, Ravikatu 9, Osmo Sipari 1957[3]

- École de commerce de Vaasa, Elma et Erik Lindroos[3]

- ”Peninkulmatalo”, Hietalahdenkatu 22–24, Viljo Revell 1959–1960[3]

- Stade Elisa, Sigge Arkkitehdit, 2016[6].

- Klemetinpuisto